# لاكاناو
لاكاناو هي بلدة تقع في إقليم جرندة، أقطانية الجديدة جنوب غرب فرنسا.